# Hogeland (Enschede)
Hogeland is een buurt in Enschede en is in twee delen te onderscheiden, die beide tot een andere wijk behoren. Hogeland-Noord is een onderdeel van het Binnensingelgebied (stadsdeel Centrum), terwijl Hogeland-Zuid behoort tot de wijk Hogeland/Velve (stadsdeel Oost). Beide delen van Hogeland hebben hun eigen karakter, Hogeland-Noord wordt ook wel de Indische buurt genoemd, vanwege de straatnamen die zijn ontleend aan de voormalige rijksdelen in Indonesië, maar ook in Hogeland-Zuid zijn diverse straatnamen aan Indonesië gerelateerd.

## Hogeland-Noord

Hogeland-Noord

Hogeland-Noord ligt ten zuidoosten van de binnenstad, en wordt begrensd door de Singelring (Varviksingel en Hogelandsingel), de Perikweg en de Boulevard 1945.
Rondom de Brinkstraat, dat een oud kerkpad van de Zuid-Esmarke naar Enschede is, ligt een in de jaren '20 gebouwde arbeiderswijk. Lange rechte straten met lage huizen met rode pannendaken kenmerken deze buurt. Tussen deze duidelijk ontworpen blokken lopen ook nog enkele oudere straten met vaak chaotische bebouwing, de Hoogstraat, de Brinkstraat, de Javastraat en de Perikweg.
De Javastraat is bekend vanwege de beroemde Enschedese schrijver en dichter Willem Wilmink, die daar is geboren, er het grootste deel van zijn leven heeft gewoond, en er uiteindelijk ook is gestorven.

## Hogeland-Zuid

Hogeland-Zuid

Hogeland-Zuid ligt ten zuidoosten van de Singel (Hogelandsingel). De oostgrens van de wijk wordt afgebakend door de Heutinkstraat, die tevens de stadsrand van Enschede markeert.
De wijk is in de jaren ’30 gebouwd als woonwijk voor de lagere middenklasse. De bebouwing bestaat voor het grootste deel uit erkerwoningen, waarvan vele nog aardige originele details als glas-in-loodramen hebben. De opzet van de wijk is licht speels met krommende straten, een enkel pleintje en veel bomen. In het zuiden van de wijk ligt nog een kleine stadsuitbreiding uit de jaren ’70 met vier flats en eengezinswoningen.
In de Tweede Wereldoorlog zijn diverse woningen in de wijk getroffen door bombardementen, uitgevoerd door de geallieerden die dachten al boven Duitsland te vliegen.